# National Football League 1996
La stagione NFL 1996 fu la 77ª stagione sportiva della National Football League, la massima lega professionistica statunitense di football americano. La finale del campionato, il Super Bowl XXXI, si disputò il 26 gennaio 1997 al Louisiana Superdome di New Orleans, in Louisiana e si concluse con la vittoria dei Green Bay Packers sui New England Patriots per 35 a 21. La stagione iniziò il 1º settembre 1996 e si concluse con il Pro Bowl 1997 che si tenne il 2 febbraio 1997 a Honolulu.

## Modifiche alle regole
- Per ridurre gli infortuni ai giocatori, da questa stagione i colpi inferti alla testa o con il casco vennero considerati falli personali e soggetti anche a sanzioni pecuniarie.

## Stagione regolare
La stagione regolare iniziò il 1º settembre e terminò il 23 dicembre 1996, si svolse in 17 giornate durante le quali ogni squadra disputò 16 partite.

### Risultati della stagione regolare
- V = Vittorie, S = Sconfitte, P = Pareggi, PCT = Percentuale di vittorie, PF = Punti Fatti, PS = Punti Subiti
- La qualificazione ai play-off è indicata in verde (tra parentesi il seed)

| AFC East                 |    |    |   |     |     |     |
| Squadra                  | V  | S  | P | PCT | PF  | PS  |
| (2) New England Patriots | 11 | 5  | 0 | 688 | 418 | 313 |
| (4) Buffalo Bills        | 10 | 6  | 0 | 625 | 319 | 266 |
| (6) Indianapolis Colts   | 9  | 7  | 0 | 563 | 317 | 334 |
| Miami Dolphins           | 8  | 8  | 0 | 500 | 339 | 325 |
| New York Jets            | 1  | 15 | 0 | 63  | 279 | 454 |

| NFC East                |    |    |   |     |     |     |
| Squadra                 | V  | S  | P | PCT | PF  | PS  |
| (3) Dallas Cowboys      | 10 | 6  | 0 | 625 | 286 | 250 |
| (5) Philadelphia Eagles | 10 | 6  | 0 | 625 | 363 | 341 |
| Washington Redskins     | 9  | 7  | 0 | 563 | 364 | 312 |
| Arizona Cardinals       | 7  | 9  | 0 | 438 | 300 | 397 |
| New York Giants         | 6  | 10 | 0 | 375 | 242 | 297 |

| AFC Central              |    |    |   |     |     |     |
| Squadra                  | V  | S  | P | PCT | PF  | PS  |
| (3) Pittsburgh Steelers  | 10 | 6  | 0 | 625 | 344 | 257 |
| (5) Jacksonville Jaguars | 9  | 7  | 0 | 563 | 325 | 335 |
| Cincinnati Bengals       | 8  | 8  | 0 | 500 | 372 | 369 |
| Houston Oilers           | 8  | 8  | 0 | 500 | 345 | 319 |
| Baltimore Ravens         | 4  | 12 | 0 | 250 | 371 | 441 |

| NFC Central           |    |    |   |     |     |     |
| Squadra               | V  | S  | P | PCT | PF  | PS  |
| (1) Green Bay Packers | 13 | 3  | 0 | 813 | 456 | 210 |
| (6) Minnesota Vikings | 9  | 7  | 0 | 563 | 298 | 315 |
| Chicago Bears         | 7  | 9  | 0 | 438 | 283 | 305 |
| Tampa Bay Buccaneers  | 6  | 10 | 0 | 375 | 221 | 293 |
| Detroit Lions         | 5  | 11 | 0 | 313 | 302 | 368 |

| AFC West           |    |   |   |     |     |     |
| Squadra            | V  | S | P | PCT | PF  | PS  |
| (1) Denver Broncos | 13 | 3 | 0 | 813 | 391 | 275 |
| Kansas City Chiefs | 9  | 7 | 0 | 563 | 297 | 300 |
| San Diego Chargers | 8  | 8 | 0 | 500 | 310 | 376 |
| Oakland Raiders    | 7  | 9 | 0 | 438 | 340 | 293 |
| Seattle Seahawks   | 7  | 9 | 0 | 438 | 317 | 376 |

| NFC West                |    |    |   |     |     |     |
| Squadra                 | V  | S  | P | PCT | PF  | PS  |
| (2) Carolina Panthers   | 12 | 4  | 0 | 750 | 367 | 218 |
| (4) San Francisco 49ers | 12 | 4  | 0 | 750 | 398 | 257 |
| Saint Louis Rams        | 6  | 10 | 0 | 375 | 303 | 409 |
| Atlanta Falcons         | 3  | 13 | 0 | 188 | 309 | 461 |
| New Orleans Saints      | 3  | 13 | 0 | 188 | 229 | 339 |

## Play-off
I play-off iniziarono con il Wild Card Weekend il 28 e 29 dicembre 1996. I Divisional Playoff si giocarono il 4 e 5 gennaio 1997 e i Conference Championship Game il 12 gennaio. Il Super Bowl XXXI si giocò il 26 gennaio al Louisiana Superdome di New Orleans.

### Seeding
| Seed | American Football Conference                | National Football Conference              |
| ---- | ------------------------------------------- | ----------------------------------------- |
| 1    | Denver Broncos (vincitori AFC West)         | Green Bay Packers (vincitori NFC Central) |
| 2    | New England Patriots (vincitori AFC East)   | Carolina Panthers (vincitori NFC West)    |
| 3    | Pittsburgh Steelers (vincitori AFC Central) | Dallas Cowboys (vincitori NFC East)       |
| 4    | Buffalo Bills                               | San Francisco 49ers                       |
| 5    | Jacksonville Jaguars                        | Philadelphia Eagles                       |
| 6    | Indianapolis Colts                          | Minnesota Vikings                         |

### Incontri
| Wild Card Game | Wild Card Game                     | Wild Card Game                     | Wild Card Game                     |    |               | Divisional Play-off           | Divisional Play-off           | Divisional Play-off           |                                  |                                  | Conference Championship          | Conference Championship | Conference Championship |  |  | Super Bowl XXXI | Super Bowl XXXI | Super Bowl XXXI | Super Bowl XXXI | Super Bowl XXXI |
|                |                                    |                                    |                                    |    |               |                               |                               |                               |                                  |                                  |                                  |                         |                         |  |  |                 |                 |                 |                 |                 |
|                | 28 dicembre - Rich Stadium         | 28 dicembre - Rich Stadium         | 28 dicembre - Rich Stadium         |    |               | 4 gennaio - Mile High Stadium | 4 gennaio - Mile High Stadium | 4 gennaio - Mile High Stadium |                                  |                                  |                                  |                         |                         |  |  |                 |                 |                 |                 |                 |
|                | 28 dicembre - Rich Stadium         | 28 dicembre - Rich Stadium         | 28 dicembre - Rich Stadium         |    |               | 4 gennaio - Mile High Stadium | 4 gennaio - Mile High Stadium | 4 gennaio - Mile High Stadium |                                  |                                  |                                  |                         |                         |  |  |                 |                 |                 |                 |                 |
|                | 28 dicembre - Rich Stadium         | 28 dicembre - Rich Stadium         | 28 dicembre - Rich Stadium         |    |               | 4 gennaio - Mile High Stadium | 4 gennaio - Mile High Stadium | 4 gennaio - Mile High Stadium |                                  |                                  |                                  |                         |                         |  |  |                 |                 |                 |                 |                 |
|                | 28 dicembre - Rich Stadium         | 28 dicembre - Rich Stadium         | 28 dicembre - Rich Stadium         |    |               | 4 gennaio - Mile High Stadium | 4 gennaio - Mile High Stadium | 4 gennaio - Mile High Stadium |                                  |                                  |                                  |                         |                         |  |  |                 |                 |                 |                 |                 |
|                | 5                                  | Jacksonville                       | 30                                 |    |               | 4 gennaio - Mile High Stadium | 4 gennaio - Mile High Stadium | 4 gennaio - Mile High Stadium |                                  |                                  |                                  |                         |                         |  |  |                 |                 |                 |                 |                 |
|                | 5                                  | Jacksonville                       | 30                                 | 5  | Jacksonville  | 30                            |                               |                               |                                  |                                  |                                  |                         |                         |  |  |                 |                 |                 |                 |                 |
|                | 4                                  | Buffalo                            | 27                                 | 5  | Jacksonville  | 30                            |                               |                               | 12 gennaio - Foxboro Stadium     | 12 gennaio - Foxboro Stadium     | 12 gennaio - Foxboro Stadium     |                         |                         |  |  |                 |                 |                 |                 |                 |
|                | 4                                  | Buffalo                            | 27                                 | 1  | Denver        | 27                            |                               |                               | 12 gennaio - Foxboro Stadium     | 12 gennaio - Foxboro Stadium     | 12 gennaio - Foxboro Stadium     |                         |                         |  |  |                 |                 |                 |                 |                 |
|                |                                    |                                    |                                    | 1  | Denver        | 27                            |                               |                               | 12 gennaio - Foxboro Stadium     | 12 gennaio - Foxboro Stadium     | 12 gennaio - Foxboro Stadium     |                         |                         |  |  |                 |                 |                 |                 |                 |
|                |                                    |                                    |                                    |    |               |                               |                               |                               | 12 gennaio - Foxboro Stadium     | 12 gennaio - Foxboro Stadium     | 12 gennaio - Foxboro Stadium     |                         |                         |  |  |                 |                 |                 |                 |                 |
|                | 29 dicembre - Three Rivers Stadium | 29 dicembre - Three Rivers Stadium | 29 dicembre - Three Rivers Stadium | 5  | Jacksonville  | 6                             |                               |                               |                                  |                                  |                                  |                         |                         |  |  |                 |                 |                 |                 |                 |
|                | 29 dicembre - Three Rivers Stadium | 29 dicembre - Three Rivers Stadium | 29 dicembre - Three Rivers Stadium | 5  | Jacksonville  | 6                             | 5 gennaio - Foxboro Stadium   |                               |                                  |                                  |                                  |                         |                         |  |  |                 |                 |                 |                 |                 |
|                | 29 dicembre - Three Rivers Stadium | 29 dicembre - Three Rivers Stadium | 29 dicembre - Three Rivers Stadium |    | 2             | New England                   | 20                            |                               |                                  |                                  |                                  |                         |                         |  |  |                 |                 |                 |                 |                 |
|                | 29 dicembre - Three Rivers Stadium | 29 dicembre - Three Rivers Stadium | 29 dicembre - Three Rivers Stadium |    | 2             | New England                   | 20                            |                               |                                  |                                  |                                  |                         |                         |  |  |                 |                 |                 |                 |                 |
|                | 6                                  | Indianapolis                       | 14                                 |    |               |                               |                               |                               |                                  |                                  |                                  |                         |                         |  |  |                 |                 |                 |                 |                 |
|                | 6                                  | Indianapolis                       | 14                                 | 3  | Pittsburgh    | 3                             |                               |                               |                                  |                                  |                                  |                         |                         |  |  |                 |                 |                 |                 |                 |
|                | 3                                  | Pittsburgh                         | 42                                 | 3  | Pittsburgh    | 3                             |                               |                               | 26 gennaio - Louisiana Superdome | 26 gennaio - Louisiana Superdome | 26 gennaio - Louisiana Superdome |                         |                         |  |  |                 |                 |                 |                 |                 |
|                | 3                                  | Pittsburgh                         | 42                                 | 2  | New England   | 28                            |                               |                               | 26 gennaio - Louisiana Superdome | 26 gennaio - Louisiana Superdome | 26 gennaio - Louisiana Superdome |                         |                         |  |  |                 |                 |                 |                 |                 |
|                |                                    |                                    |                                    | 2  | New England   | 28                            |                               |                               |                                  | 26 gennaio - Louisiana Superdome | 26 gennaio - Louisiana Superdome |                         |                         |  |  |                 |                 |                 |                 |                 |
|                |                                    |                                    |                                    |    |               |                               |                               |                               |                                  | 26 gennaio - Louisiana Superdome | 26 gennaio - Louisiana Superdome |                         |                         |  |  |                 |                 |                 |                 |                 |
|                | 28 dicembre - Texas Stadium        | 28 dicembre - Texas Stadium        | 28 dicembre - Texas Stadium        | A2 | New England   | 21                            |                               |                               |                                  |                                  |                                  |                         |                         |  |  |                 |                 |                 |                 |                 |
|                | 28 dicembre - Texas Stadium        | 28 dicembre - Texas Stadium        | 28 dicembre - Texas Stadium        | A2 | New England   | 21                            | 5 gennaio - Ericsson Stadium  |                               |                                  |                                  |                                  |                         |                         |  |  |                 |                 |                 |                 |                 |
|                | 28 dicembre - Texas Stadium        | 28 dicembre - Texas Stadium        | 28 dicembre - Texas Stadium        |    | N1            | Green Bay                     | 35                            |                               |                                  |                                  |                                  |                         |                         |  |  |                 |                 |                 |                 |                 |
|                | 28 dicembre - Texas Stadium        | 28 dicembre - Texas Stadium        | 28 dicembre - Texas Stadium        |    | N1            | Green Bay                     | 35                            |                               |                                  |                                  |                                  |                         |                         |  |  |                 |                 |                 |                 |                 |
|                | 6                                  | Minnesota                          | 15                                 |    |               |                               |                               |                               |                                  |                                  |                                  |                         |                         |  |  |                 |                 |                 |                 |                 |
|                | 6                                  | Minnesota                          | 15                                 | 3  | Dallas        | 17                            |                               |                               |                                  |                                  |                                  |                         |                         |  |  |                 |                 |                 |                 |                 |
|                | 3                                  | Dallas                             | 40                                 | 3  | Dallas        | 17                            |                               |                               | 12 gennaio - Lambeau Field       | 12 gennaio - Lambeau Field       | 12 gennaio - Lambeau Field       |                         |                         |  |  |                 |                 |                 |                 |                 |
|                | 3                                  | Dallas                             | 40                                 | 2  | Carolina      | 26                            |                               |                               | 12 gennaio - Lambeau Field       | 12 gennaio - Lambeau Field       | 12 gennaio - Lambeau Field       |                         |                         |  |  |                 |                 |                 |                 |                 |
|                |                                    |                                    |                                    | 2  | Carolina      | 26                            |                               |                               | 12 gennaio - Lambeau Field       | 12 gennaio - Lambeau Field       | 12 gennaio - Lambeau Field       |                         |                         |  |  |                 |                 |                 |                 |                 |
|                |                                    |                                    |                                    |    |               |                               |                               |                               | 12 gennaio - Lambeau Field       | 12 gennaio - Lambeau Field       | 12 gennaio - Lambeau Field       |                         |                         |  |  |                 |                 |                 |                 |                 |
|                | 29 dicembre - 3Com Park            | 29 dicembre - 3Com Park            | 29 dicembre - 3Com Park            | 2  | Carolina      | 13                            |                               |                               |                                  |                                  |                                  |                         |                         |  |  |                 |                 |                 |                 |                 |
|                | 29 dicembre - 3Com Park            | 29 dicembre - 3Com Park            | 29 dicembre - 3Com Park            | 2  | Carolina      | 13                            | 4 gennaio - Lambeau Field     |                               |                                  |                                  |                                  |                         |                         |  |  |                 |                 |                 |                 |                 |
|                | 29 dicembre - 3Com Park            | 29 dicembre - 3Com Park            | 29 dicembre - 3Com Park            |    | 1             | Green Bay                     | 30                            |                               |                                  |                                  |                                  |                         |                         |  |  |                 |                 |                 |                 |                 |
|                | 29 dicembre - 3Com Park            | 29 dicembre - 3Com Park            | 29 dicembre - 3Com Park            |    | 1             | Green Bay                     | 30                            |                               |                                  |                                  |                                  |                         |                         |  |  |                 |                 |                 |                 |                 |
|                | 5                                  | Philadelphia                       | 0                                  |    |               |                               |                               |                               |                                  |                                  |                                  |                         |                         |  |  |                 |                 |                 |                 |                 |
|                | 5                                  | Philadelphia                       | 0                                  | 4  | San Francisco | 14                            |                               |                               |                                  |                                  |                                  |                         |                         |  |  |                 |                 |                 |                 |                 |
|                | 4                                  | San Francisco                      | 14                                 | 4  | San Francisco | 14                            |                               |                               |                                  |                                  |                                  |                         |                         |  |  |                 |                 |                 |                 |                 |
|                | 4                                  | San Francisco                      | 14                                 | 1  | Green Bay     | 35                            |                               |                               |                                  |                                  |                                  |                         |                         |  |  |                 |                 |                 |                 |                 |

### Vincitore
| Vincitori del Super Bowl XXXI Green Bay Packers 12º titolo (3º Super Bowl) |

## Premi individuali
| MVP della NFL                 | Brett Favre, Quarterback, Green Bay     |
| Allenatore dell'anno          | Dom Capers, Carolina                    |
| Giocatore offensivo dell'anno | Terrell Davis, Running back, Denver     |
| Difensore dell'anno           | Bruce Smith, Defensive End, Buffalo     |
| Rookie offensivo dell'anno    | Eddie George, Running Back, Houston     |
| Rookie difensivo dell'anno    | Simeon Rice, Defensive End, Arizona     |
| Comeback Player of the Year   | Jerome Bettis, Running Back, Pittsburgh |